# 水野正好
水野 正好（みずの まさよし、1934年〈昭和9年〉8月14日 - 2015年〈平成27年〉1月27日）は、日本の考古学者。奈良大学名誉教授、元学長 。元元興寺文化財研究所長。専門は考古学、古代史・文化史（宗教考古学、まじない） 。大阪府大阪市出身 。

## 略歴
大阪府大阪市生まれ。奈良県田原本町立田原本小学校、大阪市立東中学校を経て、1953年（昭和28年）に大阪府立今宮高等学校卒業。
1957年、大阪学芸大学（現・大阪教育大学）学芸学部中学4年課程を卒業。1962年から滋賀県教育委員会に勤務し、日本初の技師に。1969年から大阪府教育委員会、1974年から文化庁文化財保護部記念物課に勤めて主任調査官となる。
1979年、奈良大学文学部文化財学科設置に伴い着任し、1986年から1990年まで文学部学部長。1994年から2000年まで学長となる。
2000年、大阪府文化財センター理事長に就任し、2005年に奈良大学を退職。
2015年1月27日、心不全のため死去。80歳没。

## 人物
- 京都大学不合格により大阪学芸大学に入学するが、考古学の授業が無いため大阪市内の図書館に日参し、考古学関連本を書き写して独学を進める。森本六爾の著作を厳しいアルバイトの末に購入し、私淑。学生時代より発掘のアルバイトにも精を出し、飛鳥の川原寺発掘現場などに携わる。
- 数多くの講演やシンポジウム、イベント講師を行い、古代の魅力を最新の学知も含め、分り易く・楽しく・おもしろく、軽妙な語り口で情熱的に伝える様は「水野節」と呼ばれ、誠実な人柄とともに愛され、多くのファンを生んだ。
- 古本屋めぐりを趣味とし、奈良や大阪の古本街に体力のかぎり通い、希少な書物の収集に余念がなかった愛書家。
- 門下生千田嘉博・相原嘉之・西川寿勝らをはじめ、数多くの研究者の育成に力を注いだ。
- 西洋美術史家の水野千依は長女。

## 業績

### 単著
- 『土偶（日本の原始美術）』1979年 講談社
- 『日本文明史(2)島国の原像-文明の土壌-』1990年 角川書店　『島国の原像』吉川弘文館、2016

### 共編著
- 『土偶・埴輪（日本原始美術大系:3）』1972年 講談社（共著）
- 『図説発掘が語る日本史 第4巻 近畿編』編 新人物往来社 1985
- 『発掘が語る日本史:第5巻』1986年 [新人物往来社（共著）
- 『河内飛鳥（古代を考える）』門脇禎二共編　1989年 吉川弘文館
- 『近江（古代を考える）』（編）1992年 吉川弘文館
- 『「天皇陵」総覧』1994年 新人物往来社（共著）
- 『邪馬台国と安満宮山古墳』1999年 吉川弘文館（共著）
- 『三角縁神獣鏡・邪馬台国・倭国』石野博信,西川寿勝,岡本健一,野崎清孝共著 奈良歴史地理の会監修 新泉社 2006.
- 『河内文化のおもちゃ箱』河内の郷土文化サークルセンター編 監修 批評社 2009
- 『邪馬台(ヤマト)国 唐古・鍵遺跡から箸墓古墳へ』白石太一郎, 西川寿勝共著 雄山閣 2010
- 『日本発掘! ここまでわかった日本の歴史』文化庁編 小野昭,小林達雄,石川日出志,大塚初重,松村恵司,小野正敏共著 朝日選書 2015

### 主な論文
- 「縄文時代集落復元への基礎的操作」『古代文化』21-3・4号、1969年
- 「縄文式文化期における集落構造と宗教構造」『日本考古学協会第29回総会研究発表要旨』1963 日本考古学協会
- 「埴輪芸能論」『古代の日本:2』1977年 角川書店
- 「滋賀郡所住の漢人系帰化民族とその墓制」『考古学からみた古代日本と朝鮮』1978年 学生社
- 「福徳-その心の考古学」『文化財学報:第1巻』1982年 奈良大学文学部文化財学科
- 「馬・馬・馬-その語りの考古学-」」『文化財学報:第2巻』1983年 奈良大学文学部文化財学科
- 「縄文社会の構造とその理念」『歴史公論:94』1983年
- 「祭式・呪術・神話の世界」

## 他の役職
- 平城遷都1300年記念事業協会評議員
- 飛鳥保存財団評議員会会長
- 奈良県古都風致審議会会長
- 大阪府環境影響評価委員。
- なら食と農の県民会議委員長
- 近鉄文化サロン講師
- 朝日カルチャーセンター講師
- 辰馬考古資料館館長
- 日本文化財科学会会長　2002